# カトリック植松教会
カトリック植松教会（カトリックうえまつきょうかい）は、長崎県大村市にある、キリスト教（カトリック）の聖堂。
大村インターチェンジやJR新大村駅の西口の近くに立地する。
敷地内にはイエスのカリタス修道女会が運営する大村聖母幼稚園が併設されている。
なお、当教会の主任司祭は対馬市のカトリック信者の司牧にもあたる。対馬市には自前の聖堂がないため、日本聖公会厳原聖ヨハネ教会を間借りの上月一回ミサが捧げられる。

## 沿革
1889年、救護院として発足。
その後原口町首塚近傍に竹松教会を建立したが1941年、大村海軍航空廠の拡張に伴い、教会・土地総てを国に買収され、徳泉川内に田ノ平教会を建設して移転した。
終戦と共に現在地を求め、1946年から1947年にかけて、植松教会を建立した。
現在の聖堂は1975年に建立し、5月27日に里脇枢機卿によって祝別献堂された。